# Bodzechów (gmina)
Bodzechów est une gmina rurale du powiat de Ostrowiec, Sainte-Croix, dans le centre-sud de la Pologne. Elle tire son nom du village de Bodzechów, mais son siège est la ville d’Ostrowiec Świętokrzyski, qui ne fait pas partie du territoire de la gmina.
La gmina couvre une superficie de 122,28 km2 pour une population de 13 388 habitants.

## Géographie
La gmina inclut les villages de Bodzechów, Broniszowice, Chmielów, Denkówek, Goździelin, Gromadzice, Jędrzejów, Jędrzejowice, Kosowice, Magonie, Miłków, Mirkowice, Moczydło, Mychów, Mychów-Kolonia, Nowa Dębowa Wola, Podszkodzie, Przyborów, Romanów, Sarnówek Duży, Sarnówek Mały, Stara Dębowa Wola, Sudół, Świrna, Szewna, Szwarszowice, Szyby et Wólka Bodzechowska.
La gmina borde la ville d'Ostrowiec Świętokrzyski et les gminy de Bałtów, Ćmielów, Kunów, Sadowie, Sienno et Waśniów.